# Regulação bancária
Regulação bancária é  uma forma de regulação governamental que submete os bancos a certos requisitos, restrições e diretrizes.

## Necessidade de regulação bancária
Um banco possui vários ativos, nomeadamente notas e moeda (caixa), empréstimos concedidos e outros, bem como imóveis e participações em empresas. Estes ativos são detidos pelos depositantes (passivo) e pelos donos do banco (capital próprio).
A regulação bancária é necessária para evitar situações em que os bancos não consigam remunerar os depositantes. Isto pode acontecer se:
- Todos os depositantes decidirem levantar o seu dinheiro ao mesmo tempo. Se isto acontecer, os bancos não têm notas e moedas suficientes para remunerar os seus depositantes. Assim, têm que vender os outros ativos rapidamente para continuar a remunerar os depositantes. Estes ativos são pouco líquidos, pelo que a quantia que os bancos conseguem por eles é muito inferior ao seu valor de mercado. Por conseguinte, o montante conseguido não é suficiente para pagar a todos os depositantes;
- Os ativos se desvalorizarem repentinamente. Nesse caso, o capital próprio dos donos dos bancos é a primeira parcela a ser reduzida. Todavia, se a desvalorização reduzir o valor do capital próprio a zero, os depósitos dos clientes também começam a ser reduzidos.

Note-se que essas situações podem não ser causadas por má gestão. Se, por exemplo, quando todos os depositantes acreditarem que um determinado banco está perto da falência, há uma corrida às agências, independentemente da saúde financeira real do banco.

## Instrumentos de regulação bancária

### Garantia de depósitos
As garantias de depósitos procuram evitar corridas aos bancos, quando os depositantes não confiam na sua solidez. O estado garante a cobertura dos depósitos até um certo montante. Desde outubro de 2008, o ECOFIN decidiu declarar um nível mínimo de €50.000 para as garantias de depósitos dentro da União Europeia. Em Portugal, esse valor é de €100.000 desde novembro de 2008, e a garantia é dada pelo Fundo de Garantia de Depósitos.

### Reservas mínimas
Os bancos comerciais são obrigados a ter depósitos junto dos bancos centrais, denominados reservas. Estas reservas podem ser usadas pelos bancos em situações de urgência para reembolsar os depositantes. Na Zona Euro, o nível mínimo de reservas é dois por cento.

### Requisitos de capital
Por requisitos de capital entende-se a dimensão mínima dos activos que deve ser detida pelos donos dos bancos - i.e. capital próprio. Quanto mais altos forem estes requisitos, menor é a sensibilidade dos depósitos à desvalorização dos activos. Conforme os acordos de Basileia, o requisito mínimo de capital a nível internacional é oito por cento.

### Restrições de activos
Em certos países os bancos não podem deter activos com um preço muito volátil, como carteiras de acções para uso em day trading.

### Fiscalização
Em quase todos os países há autoridades responsáveis pela fiscalização das actividades dos bancos. Essas autoridades podem obrigar os bancos a vender certos activos mais voláteis mesmo retirar-lhes as suas licenças de funcionamento. Em Portugal, as autoridades responsáveis pela fiscalização dos bancos são o Banco de Portugal, o Instituto de Seguros de Portugal e a Comissão do Mercado de Valores Mobiliários.

### Credor de último recurso
Os bancos centrais podem actuar como credores de último recurso, isto é, podem emprestar dinheiro aos bancos para estes reembolsarem os depósitos quando mais ninguém se encontra disposto a emprestar.